# Dzbańce-Osiedle
Dzbańce-Osiedle (dawniej Dzbańce PGR) – osada w Polsce położona w województwie opolskim, w powiecie głubczyckim, w gminie Branice.